# Justine Rasir
Pour les articles homonymes, voir Rasir.
Justine Rasir est une joueuse de hockey sur gazon belge. Elle évolue au poste d'attaquante au Racing et avec l'équipe nationale belge.

## Biographie
Justine est née le 4 décembre 2001 en Belgique.

## Carrière
Elle a été appelée en équipe première en 2019 pour concourir à la Ligue professionnelle 2020-2021.
Buteuse face à la France lors des Jeux Olympiques Paris 2024

## Palmarès
- 4ème JO Paris 2024
- : 2e à l’Euro 2023
- : 3e l'Euro 2021
- : 2e à l'Euro U18 2018